# Thannhausen
Thannhausen é uma cidade da Alemanha, localizado no distrito de Günzburg, no estado de Baviera.